# Baptized
Baptized es el cuarto álbum de estudio de la banda estadounidense Daughtry. lanzado el 19 de noviembre de 2013 por RCA Records. Fue precedido en septiembre por el primer sencillo "Waiting for Superman" que destaca por sus influencias de electropop. Por lo general, Baptized deja un poco de lado el estilo rock alternativo/post-grunge tradicional de la banda, adoptando un sonido de carácter más pop rock con ciertos elementos de synthpop.

## Lista de canciones
Todas las letras escritas por Chris Daughtry.
| N.º | Título                  | Escritor(es)                                          | Producer(s)              | Duración |  |
| 1.  | «Baptized»              | Daughtry, Martin Johnson, John Lardieri, Claude Kelly | Johnson, Johnny Blk      | 3:11     |  |
| 2.  | «Waiting for Superman»  | Daughtry, Johnson, Sam Hollander                      | Johnson                  | 4:26     |  |
| 3.  | «Battleships»           | Daughtry, Johnson, Hollander                          | Johnson                  | 3:52     |  |
| 4.  | «I'll Fight»            | Daughtry, busbee                                      | busbee, DreZa            | 3:00     |  |
| 5.  | «Wild Heart»            | Daughtry, Johnson, Hollander                          | Johnson                  | 3:50     |  |
| 6.  | «Long Live Rock & Roll» | Daughtry, Johnson, Hollander                          | Johnson                  | 3:36     |  |
| 7.  | «The World We Knew»     | Daughtry, Antonina Armato, Tim James                  | Rock Mafia               | 3:35     |  |
| 8.  | «High Above the Ground» | Daughtry, busbee                                      | busbee, Mason "MdL" Levy | 3:11     |  |
| 9.  | «Broken Arrows»         | Daughtry, Lardieri, Kelly                             | Johnny BLK, Kelly        | 4:08     |  |
| 10. | «Witness»               | Daughtry, Elvio Fernandes, Kelly, Lardieri            | Fernandes                | 4:11     |  |
| 11. | «Traitor»               | Daughtry, Kara DioGuardi, Jake Sinclair               | Sinclair                 | 3:03     |  |
| 12. | «18 Years»              | Daughtry, Johnson, Hollander                          | Johnson                  | 4:51     |  |

## Posiciones
| Chart (2013)                       | Peak posición |
| ---------------------------------- | ------------- |
| Australian Albums (ARIA)           | 56            |
| Austria (Ö3 Austria)               | 39            |
| Canadá (Billboard Canadian Albums) | 16            |
| Alemania (Media Control Charts)    | 43            |
| Irlanda (IRMA)                     | 100           |
| Japanese Albums (Oricon)           | 102           |
| Noruega (VG-lista)                 | 38            |
| Escocia (Scottish Albums Chart)    | 28            |
| Suiza (Schweizer Hitparade)        | 24            |
| Reino Unido (UK Albums Chart)      | 42            |
| Estados Unidos (Billboard 200)     | 6             |
| Estados Unidos (Top Rock Albums)   | 3             |